# Sekundärbehaarung
Als Sekundärbehaarung wird der Teil des Terminalhaars bezeichnet, der sich im Rahmen der Pubertät ausbildet. Hierzu zählen Bart-, Achsel-, und Schambehaarung.